# 维克托·格卢什科夫
维克托·米哈伊洛维奇·格卢什科夫（俄语：Виктор Михайлович Глушков，1923年8月24日—1982年1月30日），家乡顿河畔罗斯托夫，逝世于莫斯科。乌克兰苏维埃社会主义共和国科学院控制论研究院院长，乌克兰苏维埃社会主义共和国科学院副院长，乌克兰苏维埃社会主义共和国科学院院士(1964年)，德意志民主共和国科学院外国院士(1975年)，保加利亚科学院外国院士(1974年)，波兰科学院外国院士（1977年)、德国利奥波第国际科学院院士(1975年)及德累斯顿工业大学荣誉博士（1975年）。波兰控制论协会会员。多次当选国际信息处理联合会（IFIP）程序委员会的成员和主席，并在纽约、爱丁堡、斯德哥尔摩、卢布尔雅那（前南斯拉夫）组织举办代表大会，主要负责电子计算机在自然科学、机器、语言等领域的应用，以及在人工智能创建方面的应用。因主持代表大会的学术水平极高，格卢什科夫收到过美国副总统、瑞典国王的感谢信，也因此获得国际信息处理联合会（IFIP）的银色勋章。

## 生平
1971年格卢什科夫被联合国任命为计算机技术专家。格卢什科夫曾为大不列颠百科全书和美国百科全书写过关于控制论的文章。作为客座教授曾到访过波兰、匈牙利、东德、西德、保加利亚、捷克斯洛伐克、罗马尼亚、古巴、美国、英国、法国、墨西哥、印度、西班牙、意大利、日本、澳大利亚、加拿大、挪威和芬兰。
1962年，在格卢什科夫带头下，苏联成立了第一个控制论研究所（隶属乌克兰加盟共和国科学院），1969年，他建立了数字机器理论、计算机系统构造，1975年又建立了计算递归宏观组织结构。因此，他三次被授予列宁勋章（1967、1969、1975年），被授予一枚十月革命勋章（1973年），荣获社会主义劳动英雄称号（1969年），并数次获得列宁奖金和国家奖金（1968、1970、1977、1981年）
其它荣誉还包括：保加利亚人民共和国一级勋章（1973年）， 德意志民主共和国劳动旗帜勋章（1976年），国际信息处理联合会（IFIP）银色勋章（1974年）。
1996年，在格卢什科夫逝世14年后，为表彰他在科技领域所作出的杰出贡献，国际组织Computer Society授予了他Computer Pioneer奖章。

## 主要科研成就
- 建立苏联第一个控制论研究所，并开设了一系列控制论和计算机技术的教研室和科系。
- 500多本著作的作者，其中30本为个人专著。最出名与最重要的的著作为：“数字机器的联合”（1961），“机器的抽象理论”（1961），“控制论入门”（1964），“自动控制系统入门”（1974），“代数、语言、编程”（1974），“计算机的自动设计”（1975），“无纸信息的主要理论”（1982）－这本书被翻译成多种语言并在美国及多个欧洲国家出版。

- 格卢什科夫把希尔伯特第五问题作为他的博士论文研究课题，于1955年12月在莫斯科大学成功通过学术委员会答辩（导师是著名数学家А.Г库洛什）。

- 编写了一系列数字机器理论的著作，并因此获得列宁奖金与Computer Pioneer奖章。
- 1959年带头研制出“基辅”（系列）大型计算机，此计算机上使用的仪器成为现代计算机屏幕的原型。
- 带头研制出“第聂伯”（系列）大型计算机，此计算机在1970年代被用来控制莫斯科郊外星城中航天管理中心的巨型信息显示屏，后被用作控制和实施苏联－美国“阿波罗－联盟”对接计划。
- 带头研制出“世界”系列大型计算机。这一系列计算机曾被用作解决工程计算问题（早在1964，1966年），更成为了现代个人电脑的原型：在这一系列的电脑上第一次实现了计算机智能化概念。
- 1964年，格卢什科夫在苏联创建了世界上第一个全国性经济管理系统方案（OGAS)。1969年开始，格卢什科夫成为全国自动管理系统的主要设计师和带头人，他为自动管理系统创立了信息库管理系统理论，建立了企业自动管理系统和国防自动管理系统等等。[2]
- 建立计算递归宏观组织结构（也因此获得«Computer Pioneer»奖章）。此技术被应用到乌克兰控制论研究所2004－2010年建造的一系列超级电脑中，如今这些电脑已联合进Grid系统。
- 编写了关于人工智能的一系列著作。

## 资料来源
1. https://web.archive.org/web/20110611101804/http://www.icfcst.kiev.ua/MUSEUM/GL_HALL2/Gl_hall2.html – Museum Development of Computer Science and Technologies in Ukraine (англ.).
2. http://www.ogas.kiev.ua （页面存档备份，存于） – сайт, посвященный созданию ОГАС (рус.).
3. https://web.archive.org/web/20050301233257/http://iprinet.kiev.ua/gf/ – сайт, посвященный 80-летию Глушкова (рус.).
4. http://atsukr.org/site/?cat=66&lang=en%5B%5D – страница, посвященная Глушкову в Академии Технологических наук Украины (англ.).
5. http://www.immsp.kiev.ua/history/eng/index.html （页面存档备份，存于） – сайт ИПММС (англ.)
6. https://web.archive.org/web/20120220041436/http://www.icyb.kiev.ua/s/12/ua/osnowately_instituta.html – сайт Института кибернетики им. В.М.Глушкова (укр.).
7. http://www.computer-museum.ru/galglory/glushkov0.htm （页面存档备份，存于） – виртуальный музей Эдуарда Пройдакова (рус.).